# Willemijn Hoebert
Willemijn Hoebert (Wilnis, 15 september 1978) is een Nederlandse weervrouw.

## Loopbaan
Na haar studie aan de Wageningen Universiteit, de University of Miami en het meteorologisch instituut van Australië (Melbourne) is Hoebert gaan werken voor MeteoVista, een meteorologiebedrijf mede opgericht door Gerrit Hiemstra. Bij Meteovista werkte Hoebert als meteoroloog en productmanager Weer en Verkeer, een functie waarbij ze onder meer verantwoordelijk was voor de gladheidsbestrijding in Nederland.
Sinds juli 2010 presenteert Hoebert het weer bij de NOS, aanvankelijk als vervangster van collega Marjon de Hond die in augustus 2010 bij de NOS vertrok. Per april 2011 trad zij, als vierde weervrouw/meteoroloog, in dienst van de NOS.
Ze maakt ook korte filmpjes van het weer van vandaag of van de week, die ze dan op Instagram zet.

## Privé
In haar jeugd woonde Hoebert in Indonesië en Portugal.
Hoebert is getrouwd en heeft twee zoons.